# Курп
Курп (рос. Курп, кабард. КурпІ
, ос. Куырыпп) — річка в Російській Федерації, що протікає в Північній Осетії та Кабардино-Балкарії. Права притока річки Терек. Довжина — 50 км, площа водозабірного басейну — 337 км².
Річка має змішане живлення, з переважанням підземного (ґрунтового), а також в меншій мірі снігового та дощового. В посушливий період може пересихати.